# Ozodicera
Ozodicera is een muggengeslacht uit de familie van de langpootmuggen (Tipulidae).

## Soorten

### OndergeslachtDihexaclonus
- O. (Dihexaclonus) apicalis Macquart, 1838
- O. (Dihexaclonus) biaculeata Alexander, 1954
- O. (Dihexaclonus) effecta Alexander, 1944
- O. (Dihexaclonus) fumipennis Loew, 1851
- O. (Dihexaclonus) gracilirama Alexander, 1941
- O. (Dihexaclonus) guianensis Alexander, 1934
- O. (Dihexaclonus) jesseana Alexander, 1945
- O. (Dihexaclonus) lanei Alexander, 1942
- O. (Dihexaclonus) longisector Alexander, 1944
- O. (Dihexaclonus) macracantha Alexander, 1940
- O. (Dihexaclonus) neivai Alexander, 1940
- O. (Dihexaclonus) panamensis Alexander, 1922
- O. (Dihexaclonus) perfuga Alexander, 1944
- O. (Dihexaclonus) pumila Alexander, 1942
- O. (Dihexaclonus) spilophaea Alexander, 1942
- O. (Dihexaclonus) superarmata Alexander, 1942
- O. (Dihexaclonus) telestyla Alexander, 1969
- O. (Dihexaclonus) terrifica Alexander, 1942
- O. (Dihexaclonus) triguttata Alexander, 1921
- O. (Dihexaclonus) tripallens Alexander, 1942
- O. (Dihexaclonus) umbrifera Alexander, 1937
- O. (Dihexaclonus) xanthostoma Loew, 1851

### OndergeslachtOzodicera
- O. (Ozodicera) attenuata Alexander, 1920
- O. (Ozodicera) bimaculata Enderlein, 1912
- O. (Ozodicera) bispinifer Alexander, 1921
- O. (Ozodicera) carrerella Alexander, 1956
- O. (Ozodicera) caudifera Alexander, 1945
- O. (Ozodicera) cinereipennis Alexander, 1937
- O. (Ozodicera) corrientesana Alexander, 1962
- O. (Ozodicera) cygniformis Alexander, 1953
- O. (Ozodicera) duidensis Alexander, 1931
- O. (Ozodicera) eliana Alexander, 1954
- O. (Ozodicera) epicosma Alexander, 1926
- O. (Ozodicera) eurystyla Alexander, 1954
- O. (Ozodicera) extensa Alexander, 1921
- O. (Ozodicera) gracilis (Westwood, 1835)
- O. (Ozodicera) griseipennis Loew, 1851
- O. (Ozodicera) idiostyla Alexander, 1980
- O. (Ozodicera) longimana (Fabricius, 1805)
- O. (Ozodicera) multiermis Alexander, 1942
- O. (Ozodicera) nigromarginata Alexander, 1938
- O. (Ozodicera) noctivagans Alexander, 1914
- O. (Ozodicera) pectinata (Wiedemann, 1828)
- O. (Ozodicera) phallacantha Alexander, 1942
- O. (Ozodicera) piatrix Alexander, 1944
- O. (Ozodicera) placata Alexander, 1966
- O. (Ozodicera) schwarzmaierana Alexander, 1942
- O. (Ozodicera) septemtrionis Alexander, 1940
- O. (Ozodicera) simplex (Walker, 1856)
- O. (Ozodicera) striatipennis Alexander, 1941
- O. (Ozodicera) strohmi Alexander, 1945
- O. (Ozodicera) subvittata Alexander, 1938
- O. (Ozodicera) thaumasta Alexander, 1954
- O. (Ozodicera) trispinifer Alexander, 1940
- O. (Ozodicera) witteana Alexander, 1942
- O. (Ozodicera) zikaniana Alexander, 1937